# Sebastian Sylvester
Sebastian Sylvester (ur. 9 lipca 1980 w Greifswald) – niemiecki bokser, były zawodowy mistrz świata wagi średniej (do 160 funtów) organizacji IBF.

## Kariera amatorska
Uprawianie boksu rozpoczął w roku 1990. W latach 1998 i 1999 był mistrzem Niemiec juniorów. W roku 1998 startował bez powodzenia w mistrzostwach świata juniorów w Buenos Aires.
W trakcie kariery amatorskiej 76 walk wygrał a 19 przegrał. 

## Kariera zawodowa
Karierę zawodową rozpoczął 26 maja 2002. Do stycznia 2008 stoczył  25 walk, z których 23 wygrał i 2 przegrał. W tym okresie zdobył tytuły mistrza Niemiec, IBF Inter-Continental, mistrza Europy (EBU) oraz WBA Inter-Continental, wszystkie w wadze średniej.
W kwietniu 2008 po raz kolejny obronił tytuł mistrza Europy w walce z Hiszpanem Javierem Castillejo byłym mistrzem WBC w kategorii junior średniej i WBA w średniej. Pojedynek zakończony przez KO w 12 rundzie był zarazem eliminacją do walki o tytuł WBA. W walce o ten tytuł spotkał się, 1 listopada, z rodakiem Felixem Sturmem. Przegrał jednogłośnie na punkty.
W lutym 2009 zdobył tytuł IBF International. Umożliwiło mu to stanąć do walki o wakujący tytuł mistrza IBF w wadze średniej. 19 września w Neubrandenburgu, po zaciętym pojedynku, niejednogłośną decyzją sędziów pokonał Giovanni Lorenzo z Dominikany i został nowym mistrzem świata.
W pierwszej obronie tytułu, 30 stycznia 2010, pokonał Amerykanina Billy Lyella przez TKO w 10r. W kolejnej walce, 5 czerwca, zremisował z Rosjaninem Romanem Karmazinem, byłym mistrzem IBF w wadze junior średniej, i obronił tytuł. W trzeciej walce w obronie pasa, 30 października, pokonał jednogłośnie na punkty rodaka Mahira Orala.
7 maja 2011 po raz czwarty przystąpił do obrony tytułu  przeciwko Australijczykowi Danielowi Geale. Po wyrównanym pojedynku, niejednogłośną decyzją sędziów został uznany za pokonanego i stracił tytuł.  1 października zmierzył się z Polakiem Grzegorzem Proksą o wakujący pas mistrza Europy (EBU) ulegając mu przez poddanie w trzeciej rundzie (nie wyszedł do rundy czwartej). 2 marca 2012 ogłosił zakończenie kariery